# Legio VI Ferrata
A Legio VI Ferrata (legio sexta ferrata, VI. "vasas" légió) egy római légió volt, amely Szíriában és Judeában állomásozott. Jelvénye a bika, néha a nőstényfarkas volt. 

## Története

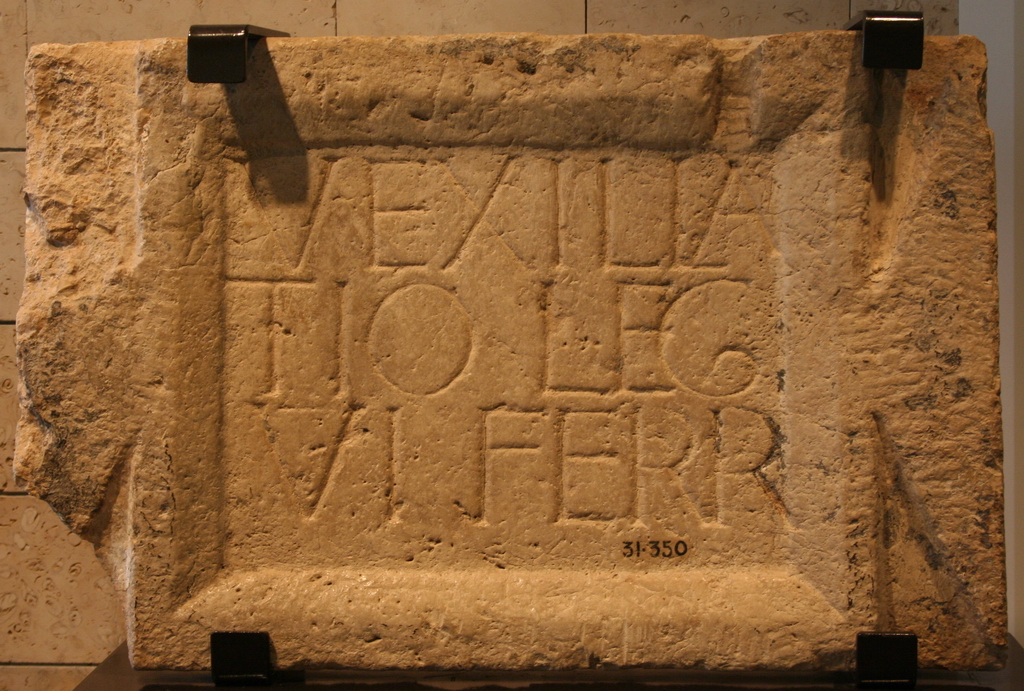
A VI Ferrata alegységének felirata a haifai Hecht Múzeumban

Az egységet Julius Caesar alapította i.e. 52-ben Gallia Cisalpina provinciában és első csatáit a gall vezér, Vercingetorix ellen vívta. 52 telén a mai Châlons-sur-Saône vagy Mâcon közelében táborozott, majd a következő évben a Loire alsó folyásánál a gall carnutes törzs ellen vetették be és Orléans-ba küldték.
A Caesar és Pompeius között vívott polgárháborúban a VI Ferrata volt a legtöbbet mozgatott légió. I.e. 49 nyarán harcolt a hispániai ilerdai csatában, majd 48 elején az illíriai Dyrrachiumba irányították. Jelen volt 48. augusztus 9-én a pharzaloszi csatában, elkísérte Caesart Alexandriába, 47 augusztusában pedig Pontusban eldöntötte a zelai csatát. A nagy veszteségeket szenvedett légiót a dictatort Itáliába küldte pihenni. Veteránjait Arles-ben telepítették le. 45 márciusában azonban már megint ott voltak Dél-Hispániában a polgárháborút eldöntő mundai csatában. 
Caesar halála után a légió Marcus Aemilius Lepidus felügyelete alá került, aki 43-ban átadta Marcus Antoniusnak. Harcolt Brutus és Cassius ellen a philippi csatában; majd miután veteránjait letelepítették Beneventóban az egységet Judeába irányították, ahol segített Nagy Heródesnek a trón megszerzésében. A következő évben részt vett Marcus Antonius balsikerű pártus expedíciójában. 
Marcus Antonius és Octavianus polgárháborújában a VI Ferratát Görögországba küldték de harcban nem vett részt, mert a konfliktust az actiumi tengeri csata döntötte el. Octavianus győzelme után a 6. légiót Syria provinciába irányították, ahol rajta kívül a III Gallica, X Fretensis és XII Fulminata légiók őrizték a rendet és a birodalom keleti határát. I.e. 20-ban Tiberius (a leendő császár) ezeket az egységeket vezette fel demonstratívan a pártus határra, így azok visszaszolgáltatták a korábban (pl. a carrhaei csatában) zsákmányolt római hadijelvényeket. I.e. 4-ben meghalt Nagy Heródes és Júdás, Simon és Athrongesz messianisztikus próféták fellázították a zsidókat. A felkelést Publius Quinctilius Varus szíriai helytartó verte le három helyi légió segítségével. 

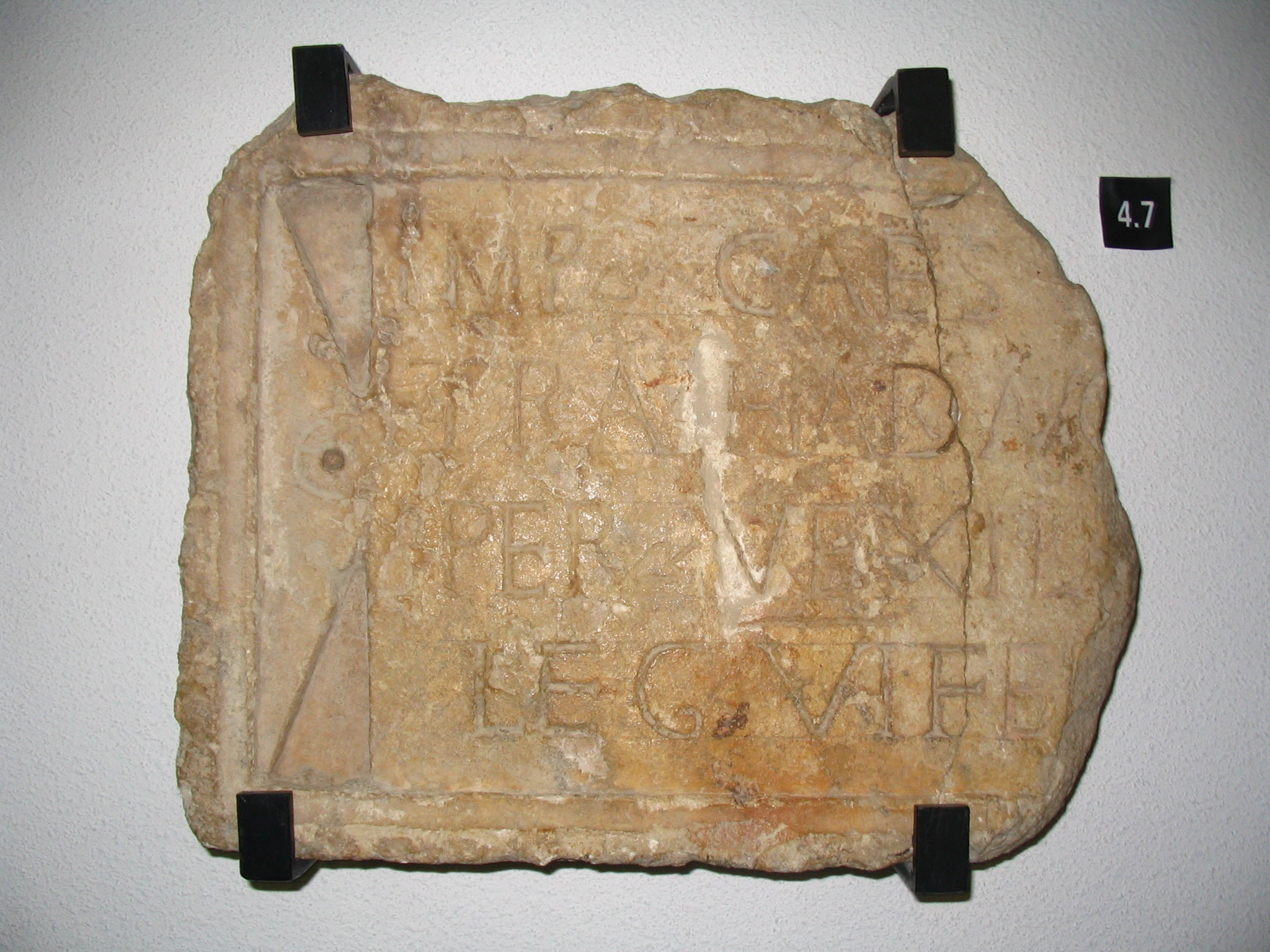
A VI Ferrata alegységének felirata Caesareából

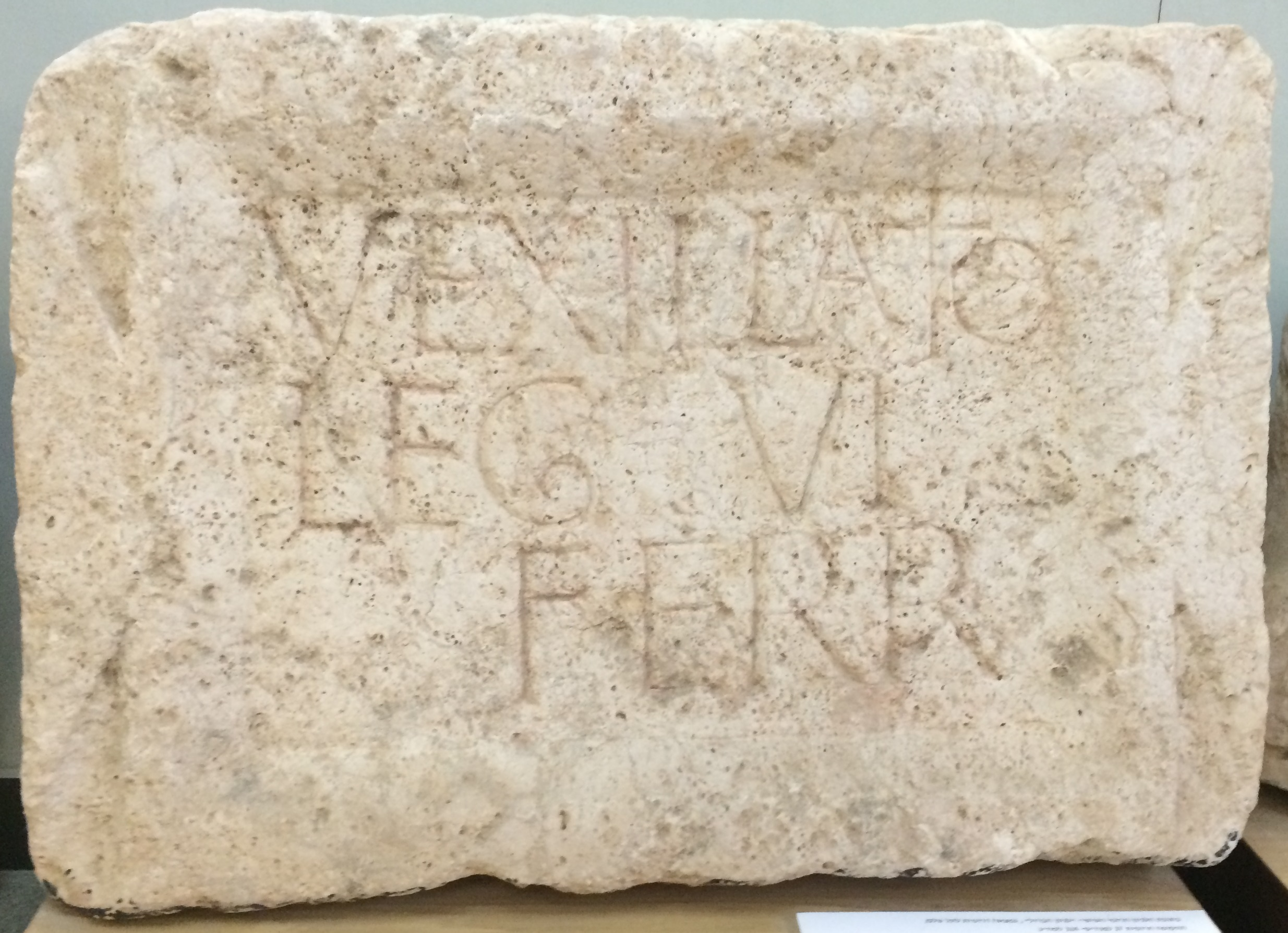
A VI Ferrata alegységének felirata a Jordán északi völgyéből

Nem ismert, hogy ekkor hol állomásozott a Legio VI Ferrata; feltehetően Raphaneában a mai Homsz mellett, esetleg a provincia északi határán, Cyrrhusban. Veteránjai Ptolemaiszban (ma Akko) települtek le.
58-ban Gnaeus Domitius Corbulo a III Gallica, VI Ferrata és X Fretensis légiókkal sikeres hadjáratot vezetett Armenia ellen és római bábkirályt, Tigranészt (Heródes dédunokáját) ültetett a trónjára. A rómaiak kivonulása után azonban a pártusok elűzték Tigranészt és I. Vologaészész pártus király testvére, Tiridatész vette át az ország irányítását. A római válaszcsapásban a XII Fulminata és IV Scythica légiók csúfos kudarcot szenvedtek, ezért Corbulo a korábbi három légióval ismét bevonult Armeniába. Tiridatész a helyén maradhatott, de hűséget kellett esküdnie Nero császárnak.       
A 66-ban kezdődött zsidó felkelésben a VI Ferrata, IV Scythica és a XII Fulminata vereséget szenvedett, ezért, amikor 69-ben, Nero halála után kitört a polgárháború, parancsnoka, Vespasianus nem bízott harci képességeiben és nem vetette be éles helyzetben. Ehelyett Vespasianus szövetségese, Mucianus vezetésével vonultak be Itáliába és útközben visszaverték a Dunán átkelő dákokat. A légió legalább egy alegysége elérte Itáliát is. 
Vespasianus trónra lépése után a légió visszatért keletre, ahol az Eufrátesz mentén a nemrég annektált Kommagéné királyságában tartotta fenn a rendet. Bázisa Szamószatában volt. A VI Ferrata részt vett Traianus császár 114-es armeniai hadjáratában és annektálták a királyságot. A következő két évben Traianus megpróbálta meghódítani Mezopotámiát és Babilóniát, de ezeket a területeket nem tudta megtartani és utódja, Hadrianus feladta az Eufrátesztől keletre eső térséget. 
Valamikor 119 előtt a légiót Arábiába irányították át és innen vonult Judeába 132-ben a Bar Kochba-féle felkelés leverésére. A győzelem után Galileában, Caparcotna városában (későbbi neve Legio, ma Lejjun) maradt a rend fenntartására.
Antonius Pius idején (138-161) rövid ideig Africában tartózkodott, ahol utat épített. Amikor 162-ben megindult Lucius Verus társcsászár pártus hadjárata, a VI Ferratát Mezopotámiába helyezték át, ahol feltehetően részt vett a harcokban és a pártus főváros, Ktésziphón elfoglalásában.  
A Pertinax császár 193-as meggyilkolását követő polgárháborúban a 6. légió Lucius Septimius Severus pártjára állt és felvonult a keleti bázissal bíró Pescennius Niger trónkövetelővel szemben. Ezért a kiállásáért Septimius Severustól a Fidelis Constans (hűséges és megbízható) jelzőt kapott. 
A légió 215-ben még Palesztinában tartózkodott. Egyes vélemények szerint Severus Alexander (222-235) átirányította Föníciába, de más történészek ezt vitatják. Philippus Arabs (244-249) császár érmein szerepelt az egység és Diocletianus alatt (284-305) a jordániai Petra mellett állomásozott. 
A későbbiekben nem áll rendelkezésre információ az egységről, a 400 körüli, légiókat és hivatalokat felsoroló Notitia dignitatumból már hiányzik. A 4. század során feltehetően csatában megsemmisült, feloszlatták, vagy valamelyik másik légióval összevonták. 